# Младен Кашчелан
Младен Кашчелан (на сръбски: Mлaдeн Kaшћeлaн) е футболист от Черна гора, роден на 13 февруари 1983 г. в град Котор, Югославия, днес в Черна гора. От юли 2013 г. играе като полузащитник в Арсенал Тула.
Той е част от състава на Черна гора, който достига плейофите за Евро 2012, от групата на България. От януари 2012 г. до юни 2012 г. играе като преотстъпен в ПФК Лудогорец 1945 като изиграва 11 мача и отбелязва един гол в срещата Миньор (Перник)-Лудогорец 0:7.

## Успехи
- Шампион на A ПФГ: 2011-12
- Купа на България: 2012
- Носител Купа на Полша: 2009-10